# Crassula inanis
Crassula inanis (лат.) — воднонадземное субтропическое растение, вид рода Толстянка (Crassula) семейства Толстянковые (Crassulaceae), аборигенный вид на территории Уганды, Лесото и Южно-Африканской Республики.

## Название
Родовое латинское название Crassula происходит от латинского слова crassus, — «толстый», в основном из-за присутствия у растений этого рода сочных листьев.
Видовой эпитет inanis переводится с латыни как «пустой, бесполезный, тщетный», вероятно, указывая на небольшой размер растения.

## Ботаническое описание
Гидрофитный многолетний кустарник имеет ветви длиной до 30 см, с небольшим количеством отростков. Верхние ветви часто плавают на поверхности воды, однако остаются присоединёнными к подземному корневищу. Листья имеют разнообразные формы, от ланцетных до треугольных, при этом самые широкие располагаются у основания стебля. Их размеры составляют (8)10–20 × 2–3(5) мм, листья тупые, слегка мясистые, голые и зелёные.
Цветки размещаются в тирсовом соцветии с сидячими дихазиями, и могут насчитывать от 5 до 10 (иногда до 20) штук. Чашечка обычно состоит из широкотреугольных лопастей длиной от 0,3 до 0,5 мм, без волосков. Венчик имеет форму, близкую к чашеобразной, часто слегка сросшийся у основания и окрашенный в белый цвет. Лепестки обратнояйцевидные, длиной 1,5–2(2,5) мм, с тупыми концами, часто сильно изогнутыми. Тычинки имеют пыльники от жёлтого до фиолетового цвета. Растение цветёт с октября по март.

## Распространение и экология
Распространение включает Роггевелд, от Найсны до Квазулу-Натала, в предгорьях Драконовых гор вдоль границы Трансвааля и Натала, на востоке Оранжевого Свободного государства, на северо-западе Лесото и во влажных районах восточной Капской провинции до Найсны.
Растёт в местах с постоянными лужами и медленно текущими ручьями, а также на сухих лугах.
Crassula inanis никогда не обнаруживался вместе с Crassula natans, хотя они растут в очень похожих местообитаниях. Отличия включают более широкие к основанию листья у Crassula inanis. Оба растения часто обладают многолетними корневищами, развивающимися в грязи.

## Таксономия
Crassula inanis Thunb., первое упоминание в Prodr. Pl. Cap.: 54 (1794).

### Синонимы
Гомотипные (основанные на одном и том же номенклатурном типе):
- Helophytum inane (Thunb.) Eckl. & Zeyh.
- Tillaea inanis (Thunb.) Steud.

Гетеротипные (основанные на разных номенклатурных типах):
- Tillaea perfoliata L.f.